# القنص في المغرب
يوجد في المغرب أكثر من 80.000 قناص مغربي وحوالي 3.000 قناص أجنبي، ويعتبر حق القنص في المغرب ملك للدولة التي تفوض ممارسته في ظل شروط معينة. وتعتبر وزارة الفلاحة والصيد البحري والتنمية القروية والمياه والغابات هي الوزارة المسؤولة عن قطاع القنص في المغرب.

## أنواع القنص

### القنص المفوض
من أجل إعادة تعمير النظم الإيكولوجية تعمل المندوبية السامية للمياه والغابات ومحاربة التصحر على دعم وتشجيع اللجوء إلى سياسة إيجار حق القنص للجمعيات استنادا إلى مجموعة من الشروط التي تعمد إلى تحديد الإجراءات والتدابير لتحسين ظروف تواجد الوحيش بالأراضي المؤجرة.

### القنص السياحي
يتم تأجير عدة قطع لشركات متخصصة في تنظيم القنص السياحي، وتوفر هذه القطع ذات المساحات الشاسعة للسياح إمكانية قنص عدة أنواع من الطرائد باستثناء الأصناف المحمية. ومن بين الأصناف المفضلة من طرف هذا النوع من القناصة: اليمام والحجل والسلوى وشنقب المستنقعات والسمنة بأنواعها.

### القنص التقليدي
يعتبر القنص بواسطة الكلاب ممارسة قديمة لقنص الطرائد في وسطها الطبيعي، حيث كانت تمارس في الماضي من طرف أعيان بعض القبائل للاحتفال بالتظاهرات الثقافية أو للاحتفاء ببعض المناسبات الاحتفالية خاصة بعد مواسيم الحصاد. ويرخص حاليا، بطريقة القنص هاته استثنائيا لإصطياد ابن آوى والثعالب في المناطق التي يحدث فيها تكاثر هذه الأنواع اختلالا في التوازن الطبيعي، والتي تحدث أضرارا بالحيوانات الأليفة أو الطرائد.

## الطرائد المسموح قنصها
- الطرائد الكبيرة (الخنزير البري).
- الطرائد الصغيرة المستقرة (الأرنب البري، القنية، الحجل، التدرج، الحمام البري واليمام، والقبرة).
- الطرائد المهاجرة البرية (السلوى، ترغلة الغابة، دجاجة الأرض، الحمام الأحمر البنفسجي، السمنة بأنواعها)
- الطرائد المائية (الإوز، البط، الحذف، العفاس، شنقب المستنقعات).

## المجلس الأعلى للقنص
تم إحداث المجلس الأعلى للقنص بمقتضى ظهير 2 يونيو 1950، وهو هيأة عليا تتكون من جميع المتدخلين في هذا المجال، إذ يتكون من مزاولي هواية القنص، والمكلفين بتدبير القنص والحفاظ على الثرواث الوحيشية، والباحثين في مجال الحياة البرية. ويوكل لهذا الجهاز دراسة وإبداء رأيه في الوسائل اللازمة للحفاظ على الحياة البرية وتنميتها، وذلك بتحسين ظروف ممارسة القنص، ودراسة جميع المشاريع المتعلقة بالقنص.